# Manuel Vieira Pinto
Manuel da Silva Vieira Pinto (* 8. Dezember 1923 in São Pedro de Aboim; † 30. April 2020 in Porto) war ein portugiesischer Geistlicher und römisch-katholischer Erzbischof von Nampula in Mosambik.

## Leben
Manuel da Silva Vieira Pinto studierte Theologie am Diözesanseminar in Porto und empfing am 7. August 1949 in der Kathedrale von Porto durch Agostinho de Jesus e Sousa, Bischof von Porto, die Priesterweihe. Er war in der Seelsorge tätig und engagierte sich für die Katholische Aktion. 1955 wurde er Spiritual des Diözesanseminars. 1958 musste er aufgrund der politischen Situation in Portugal ins Exil nach Rom gehen. Er war als Assistent des Konzilstheologen Vítor Feytor Pinto Teilnehmer der letzten Sitzungen des Zweiten Vatikanischen Konzils.
Papst Paul VI. ernannte ihn am 21. April 1967 zum Bischof von Nampula. Der Apostolische Nuntius in Portugal, Maximilien Kardinal de Fürstenberg, weihte ihn am 29. Juni desselben Jahres zum Bischof; Mitkonsekratoren waren Florentino de Andrade e Silva, Weihbischof in Porto, und Manuel Marilla Ferreira da Silva, Weihbischof in Goa und Daman. Manuel Vieira Pinto war wesentlich eingebunden in die Neuorganisation der katholischen Kirche in Mosambik. 1975 wurde er zum Präsidenten der Bischofskonferenz von Mosambik (CEM) gewählt. 
Am 4. Juni 1984 wurde er durch Papst Johannes Paul II. zum Erzbischof ernannt und am 12. Dezember 1992 zum Apostolischen Administrator von Pemba. Von diesem Amt trat er am 18. Januar 1998 zurück. Am 16. November 2000 nahm Johannes Paul II. seinen altersbedingten Rücktritt an.

## Wirken
Die politischen und antihumanen Verhältnisse in Mosambik zur Zeit der portugiesischen Kolonialherrschaft wurden von Vieira Pinto öffentlich kritisiert. Dafür verwiesen ihn die Behörden in den 1960er Jahren des Landes. Er zählte zu den wenigen inländischen Kritikern in seinem Kreise, die den Repressionen der PIDE entgegentraten. Während seiner Präsidentschaft der Bischofskonferenz von Mosambik (CEM) setzte er sich aktiv für die Beendigung des Krieges zwischen Frelimo und Renamo ein, dessen Gräueltaten öffentlich angeprangert wurden.
Wegen seiner antifaschistischen Haltung gegenüber der Estado Novo, der autoritären Diktatur in Portugal, wurde er in den ersten Tagen nach der Nelkenrevolution am 25. April 1974 von General António de Spínola, dem Präsidenten der Übergangsregierung Junta de Salvação Nacional, zum Staatsrat eingeladen, eine Einladung, die er jedoch ablehnte. Zuvor wurde er von der geheimen Staatspolizei Polícia Internacional e de Defesa do Estado (PIDE) festgenommen und 1958 nach den Präsidentschaftswahlen, zu denen General Humberto Delgado kandidierte, von der Regierung Salazar, Staatsführer der autoritären Diktatur des sogenannten Estado Novo, ins Exil gezwungen. In Rom beschäftigte er sich mit der Bewegung für eine bessere Welt (Movimento per un mondo migliore) des Jesuiten Riccardo Lombardi SJ. Manuel Vieira Pinto war es denn auch, der diese Geistliche Gemeinschaft in Portugal bekannt machte.
Manuel Vieira Pinto galt für das portugiesische faschistische Regime als Persona non grata, weil er sich beispielsweise gegen den Kolonialkrieg engagierte.
1992 wurde er vom damaligen Präsidenten der Portugiesischen Republik, Mário Soares, mit dem Ordem da Liberdade (Orden der Freiheit, Großkreuz), dem portugiesischen Freiheitsorden, für sein Wirken der Verteidigung für die Werte der Zivilisation zugunsten der Würde des Menschen und für die Sache der Freiheit ausgezeichnet. 2001 erfolgte die Auszeichnung mit dem Orden des Infanten Dom Henrique (Großkreuz).